# Stanisław Stroński
Stanisław Stroński, né le 18 août 1882 à Nisko et mort le 30 octobre 1955 à Londres, est un homme politique, journaliste et universitaire polonais.

## Biographie
Il obtient un doctorat ès lettres à Paris en 1909.
Il a été député, membre du parti national-démocrate, parti nationaliste au début du XXe siècle, et ministre. Le 30 septembre 1939, il devient vice-président du gouvernement polonais en exil formé à Paris par le général Wladyslaw Sikorski, puis installé à Angers.
Comme universitaire, il a enseigné à l'université Jagellonne de Cracovie et à l'université catholique de Lublin. Il était spécialiste de la littérature médiévale de langue d'oc et plus particulièrement des troubadours.

## Publications
- Le troubadour Élias de Barjols, Toulouse, Privat, 1906.
- Le troubadour Folquet de Marseille, Cracovie, Académie des Sciences - Éditions du fonds Osławski, 1910 ; réimpr. Genève, Slatkine, 1968.
- La Légende amoureuse de Bertran de Born. Critique historique de l'ancienne biographie provençale, appuyée de recherches sur les comtes de Périgord, les vicomtes de Turenne, de Ventadour, de Comborn, de Limoges, et quelques autres familles, Paris, Champion, 1914, VIII-202 p. ; réimpr. Genève, Slatkine, 1973.